# Ecnomus ingibandi
Ecnomus ingibandi là một loài Trichoptera trong họ Ecnomidae. Chúng phân bố ở miền Australasia.